# Moszczenica (województwo pomorskie)
Moszczenica (niem. Mosnitz) – wieś w Polsce położona w województwie pomorskim, w powiecie chojnickim, w gminie Chojnice w pobliżu drogi wojewódzkiej nr 212 i trasy linii kolejowej Chojnice-Piła (przystanek kolejowy Moszczenica Pomorska). Połączenie z centrum Chojnic umożliwiają autobusy komunikacji miejskiej (linia LN).
Z pól wsi wypływa Kamionka prawy dopływ Brdy.
W latach 1975–1998 miejscowość należała województwa bydgoskiego. W okresie II Rzeczypospolitej stacjonowała tu placówka Straży Granicznej Inspektoratu Granicznego nr 7 „Chojnice”.

## Zabytki
Według rejestru zabytków NID na listę zabytków wpisane są:
- kościół pw. św. Bartłomieja, nr rej.: IE 25 177.29 z 30.11.1929
- chata nr 15, nr rej.: 393 z 30.11.1957.

## Przypisy

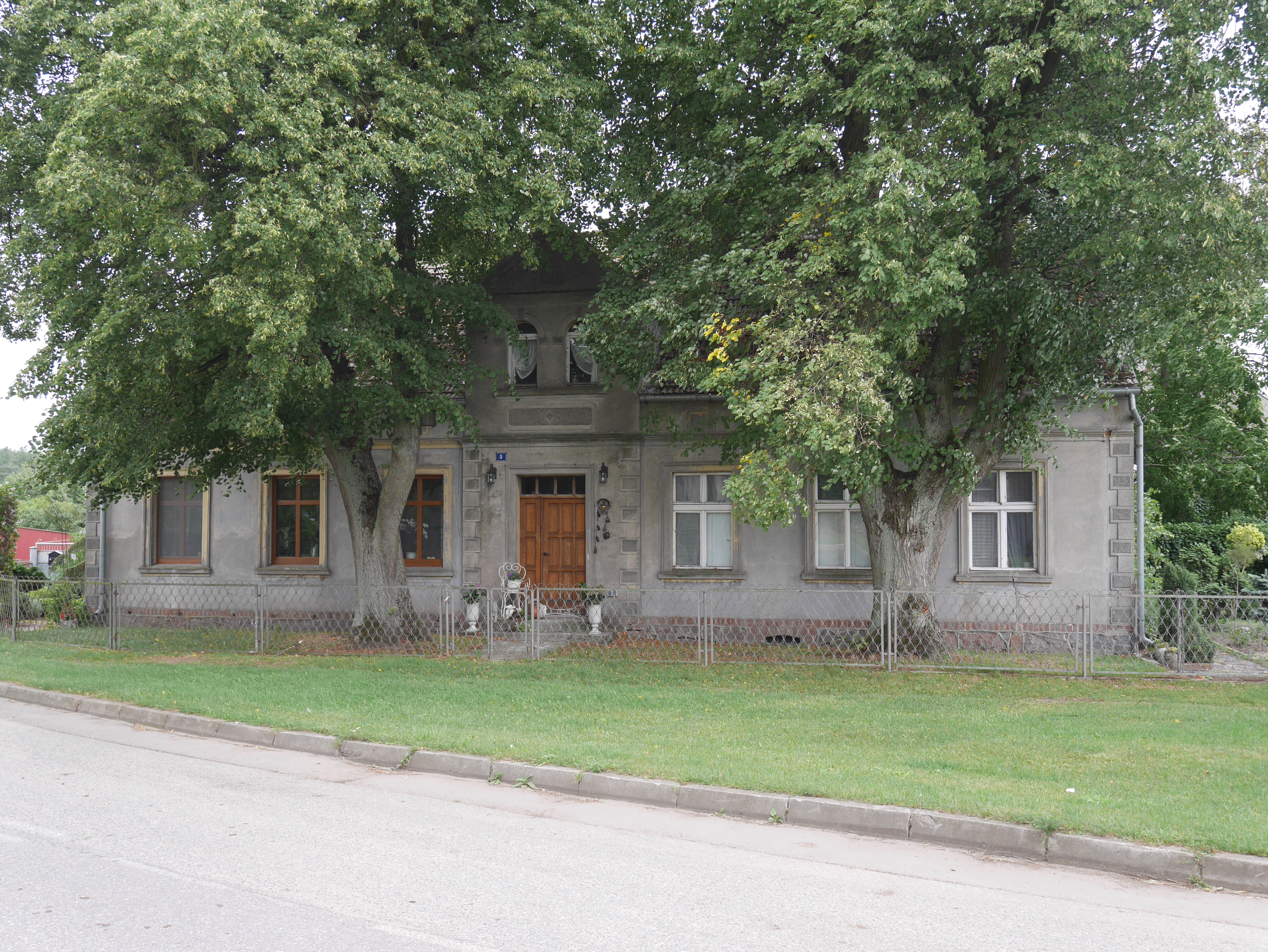
Zabytkowy budynek mieszkalny nr 15